# Imoro Yakubu Kakpagu
Imoro Yakubu Kakpagu (fevereiro de 1958) é um político ganês e ex-membro do Parlamento do Gana de 2005 a 2013. Ele é membro do Congresso Democrático Nacional.

## Educação
Kakpagu nasceu em Kumbungu, na região norte de Gana, em fevereiro de 1958. Obteve seu certificado de governo local do Instituto de Estudos do Governo Local. Após seus estudos, ele foi empregado no Ministério do Governo Local como Inspetor de Receita. Em 2008, ele se formou no Instituto de Gerenciamento e Administração Pública de Gana com um diploma de Bacharel em Administração Pública.

## Carreira política

### Eleições de 2004
Todos os que se candidataram às eleições naquele ano eram novos rostos, porque o atual deputado Muhammad Mumuni havia sido escolhido como companheiro de chapa do candidato presidencial da CDN, John Atta Mills. Kakpagu concorreu com outros dois candidatos, o príncipe Imoro Alhassan Andani, do Novo Partido Patriótico (NPP) e Mohammed Imoro, do Partido Popular da Convenção (CPP). Ele venceu a eleição com 22.245 votos, o que representou 77,50% do total de votos. Seu rival mais próximo foi o candidato da NPP que obteve 5.968 votos, o que representou 20,80% do total de votos. O candidato ao CPP ficou em terceiro com 498 votos, representando 1,70%.

### Eleições de 2008
Em 2008, não houve eleições primarias, já que os outros candidatos da CDN decidiram que Kakpagu fosse o candidato. Ele venceu a eleição disputando com outros dois candidatos: Alidu Binda Talhat, do NPP, e Peter Ibrahim Neidow, do CPP. O titular ganhou com 18.155 votos, o que representou 67,83% do total de votos expressos. O candidato NPP obteve 6.096 votos, o que representou 22,78%, e o candidato CPP obteve 2.515 votos, o que representou 9,40% do total de votos.

### Primárias parlamentares de 2012
Nas eleições presidenciais e parlamentares de 2012, o ex-deputado Muhammed Mumuni, voltou a disputar a cadeira. Ele derrotou o deputado em exercício, Kakpagu, nas eleições primárias do círculo eleitoral. Muhammad Mumuni, que era então ministro das Relações Exteriores, obteve 161 votos, enquanto o titular tinha 133 votos. Muhammad Mumuni venceu a eleição parlamentar com 18.285 votos (56,57%). Ele derrotou quatro candidatos: Abdulai Mohammed Saani do NPP, Amadu Moses Yahaya do PCP, Alhassan Abukari do Partido Popular Progressista e Imoro Issahaku do Partido Democrata Nacional.

### Eleições primárias de 2013
Em abril de 2013, ele contestou a candidatura ao parlamento depois que Muhammad Mumuni a desocupou para assumir um compromisso internacional. Isso foi depois que ele contestou e venceu as eleições primárias parlamentares do círculo eleitoral contra quatro outros candidatos. As primárias foram realizadas em 14 de abril de 2013 no estaleiro temporal da assembléia distrital de Kumbungu. Hon. Kakpagu obteve 170 votos de um total de 289 votos válidos. Seu concorrente mais próximo, Dr. Jacob Yakubu, obteve 84 votos.

### Eleições de 2013
A oposição Novo Partido Patriótico não participou das eleições por causa da petição que a liderança do partido havia apresentado na Suprema Corte em relação aos resultados das eleições de 2012. Kakpagu perdeu a eleição para Moses Amadu Yahaya, do Partido dos Povos da Convenção.